# Lanivka, Strîi
Lanivka (în ucraineană Ланівка, în germană Brigidau) este o comună în raionul Strîi, regiunea Liov, Ucraina, formată numai din satul de reședință. Satul a fost locuit de germanii galițieni.

## Demografie
Componența lingvistică a comunei Lanivka
     Ucraineană (99,42%)
     Alte limbi (0,49%)
Conform recensământului din 2001, majoritatea populației comunei Lanivka era vorbitoare de ucraineană (99,42%), existând în minoritate și vorbitori de alte limbi.